# Диабулимия
Диабулими́я (сочетанное заболевание диабета и булимии) — расстройство пищевого поведения, при котором люди с диабетом первого типа сознательно вводят себе меньшую дозу инсулина, чем им необходимо, или прекращают принимать инсулин вообще с целью снижения веса. Диабулимия в настоящее время не является отдельно выделенным расстройством в классификациях психических расстройств по МКБ-10 и DSM-5. Наряду с этим, данное состояние достаточно часто упоминается в публикациях медицинских публикациях, посвящённых расстройствам приёма пищи, в которых описывается случаи пациентов с коморбидными диабетом первого типа и булимией, которые регулируют дозами инсулина для контроля веса в связи со своим булимическим поведением.